# Bubics Zsigmond
Bubics Zsigmond (Ozora, 1821. március 11. – Baden bei Wien, 1907. május 21. vagy 1907. május 22.) katolikus pap, kassai püspök, művészettörténész, történész. A Magyar Tudományos Akadémia tagja (levelező 1893; tiszteletbeli 1900).
Bubics Ede vízépítőmérnök (1818–1884) testvére.

## Pályafutása
Bubics Mihály (Esterházy herceg tiszttartója) és nemes Thanhoffer Anna fia. Előbb Magyaróváron, majd Sopronban és Győrött tanult, utóbbi helyen kezdte teológiai tanulmányait, majd 1841-től a bécsi Pázmáneumban folytatta. 1844. július 22-én szentelték pappá Győrött. Egy évig Magyaróváron segédlelkészkedett, azután 1846-tól az Augustineumban három évet töltött.
A hittudományi szigorlat letétele után a győri szemináriumban rövid ideig segédtanárként működött. Esterházy Pál herceg a szabadságharc idején, 1849-ben meghívta fiai nevelőjének. Közel tizenkét évig nevelősködött, ez idő alatt tanítványaival többször utazott külföldre: 1853-ban Angliában, 1856-ban Németországban járt, azután Olaszországban, ahol a festészetet tanulmányozta. 1867-ben győri szentszéki ülnök, 1871-ben címzetes monostori apát lett. 1879-ben Esterházy herceg kinevezte rátóti préposttá, a következő évben meghívták Nagyváradra szemináriumi rektornak. 1884-ben országgyűlési képviselőnek választották meg, ebben az időben az Esterházy-javak zárgondnokaként is működött.

### Püspöki pályafutása
1887. május 30-án kassai püspökké nevezték ki. Pápai megerősítést szeptember 16-án nyert; november 22-én szentelte püspökké Nagyváradon Schlauch Lőrinc nagyváradi püspök, Mihail Pavel nagyváradi görögkatolikus püspök és Johann Baptist Nogáll nagyváradi segédpüspök segédletével.
Rendezte és hazánkba visszahozta az Esterházyak bécsi képtárát. Több hónapon át dolgozott a Nemzeti Múzeum Könyvtárában és az Egyetemi Könyvtárban, ahol a képek és metszetek rendezésével foglalkozott. Tájképeket és csendéleteket festett. Képgyűjteményét a kassai múzeumnak, iparművészeti tárgyait a Magyar Iparművészeti Múzeumnak adományozta.

## Művei
- Magyarországi várak és városoknak a magyar nemzeti múzeum könyvtárában létező fa- és rézmetszetei. Budapest, 1880
- A középkori miniatura-festészetről. Budapest, 1883
- Beiktatása alkalmával hiveihez intézett főpásztori szózata. Budapest, 1888
- Az Esterházy-család története. Budapest, 1894
- Eszterházy Pál Mars Hungaricusa. Budapest, 1895
- A miniatura-festészetről. Budapest, 1899[5]

Levelezett Bécsből az Archeológiai Értesítőbe (1869). Cikkei: A Nemzeti Múzeum fa- és rézmetszetei (Uo. XI. és Magyar Könyvszemle, 1877); Forgácskák a magyar nemzet történetéhez (Archeológiai Értesítő, XII.); Buda két százados ostroma történetéhez (Századok, 1884).